# Connie Foster
Constance Elizabeth "Connie" Foster, född 30 oktober 1955 i Los Angeles i Kalifornien, är en amerikansk skådespelare. Hon är äldre syster till Jodie Foster. Hon har agerat stand-in och spelat in nakenscener åt sin syster två gånger, i filmerna Den lilla flickan i huset vid vägens slut och Taxi Driver.

## Filmografi i urval
- 1974 – Throw Out the Anchor!
- 1976 – Taxi Driver
- 1976 – Den lilla flickan i huset vid vägens slut
- 1981 – Chicago Story[1] (TV-film)
- 1993 – Missing Persons[1] (gästroll i TV-serie)